# Toqtar Schanghylyschbai
Toqtar Säbituly Schanghylyschbai (kasachisch Тоқтар Сәбитұлы Жанғылышбай Toqtar Säbitūly Janğylyşbai, russisch Токтар Сабитович Жангылышбай Toktar Sabitowitsch Schangylyschbai; * 25. Mai 1993 in Karaganda) ist ein kasachischer Fußballspieler, der seit Januar 2017 beim kasachischen Verein Tobyl Qostanai in der Premjer-Liga unter Vertrag steht.

## Karriere
Schanghylyschbai besuchte in Qaraghandy eine Sportschule. Am 21. Mai 2011 gab er sein Debüt für seinen Verein, als er in der 88. Minute gegen Qairat Almaty eingewechselt wurde und ein Tor erzielte.
Toqtar Schanghylyschbai wurde am 10. November 2011 zum ersten Mal in der kasachischen U-19-Auswahl in einem EM-Qualifikationsspiel gegen Mazedonien eingesetzt. Auch in den beiden Qualifikationsspielen gegen die Schweiz und die Ukraine gehörte er zum kasachischen Aufgebot.
Zur Saison 2015 wechselte Schanghylyschbai zum FK Astana.

## Erfolge
- Kasachischer Meister: 2011, 2012
- Kasachischer Pokalsieger: 2013, 2015
- Kasachischer Fußball-Supercup: 2013